# 4-甲基吡唑
4-甲基吡唑（INN: fomepizole ）是一种用于治疗甲醇或乙二醇中毒的药物。可单独使用，也可与血液透析同时使用。通常利用静脉注射的方式给药。
使用後常见的不良反应有头痛、恶心、嗜睡和晕眩。個體於懷孕期間使用该药对胎儿的安全性未知。4-甲基吡唑透過抑制體內乙醇脱氢酶，减少甲醇和乙二醇转变为毒性更强的代谢产物而發揮作用。
4-甲基吡唑於1997年在美国取得核准用作醫療用途。且已列入世界衛生組織基本藥物標準清單之中。在美国，单瓶售价约為1,000美元。

## 医疗用途
4-甲基吡唑被用于治療甲醇和乙二醇中毒，它可抑制甲醇和乙二醇进一步代谢成毒性更强的产物。它是肝脏中醇脫氫酶的竞争性抑制剂。这个酶对甲醇和乙二醇的代谢十分重要。
- 甲醇首先由醇脱氢酶代谢成甲醛，再由甲醛脱氢酶代谢成甲酸。甲酸的主要毒性在于引发代谢性酸中毒（英语：metabolic acidosis）和视觉障碍。[4]
- 乙二醇首先由醇脱氢酶代谢成羟乙醛 ，然后进一步代谢成乙醇酸，乙醛酸，草酸。[4]乙醇酸和草酸的主要毒性在于引发代谢性酸中毒和肾毒性（英语：nephrotoxicity）。

4-甲基吡唑通过竞争性抑制醇脱氢酶，减缓甲醇和乙二醇转变成有毒的代谢产物，使得肝脏可以及时处理这些代谢产物，减少肾脏和眼睛组织中有毒物质的积聚，避免器官损伤。
4-甲基吡唑需在误食甲醇和乙二醇后尽速给药。

## 副作用
常见副作用包括头痛和恶心。

### 与乙醇的相互作用
4-甲基吡唑不应与乙醇同时使用，前者会抑制后者的代谢，延长乙醇的生物半衰期，增加低剂量乙醇造成的醉酒程度。4-甲基吡唑抑制醇脱氢酶，减缓代谢产生乙醛。它会造成深度醉酒时间為之增长，但减少宿醉症状，因为后者主要是由于乙醛积聚造成。

## 药代动力学
吸收与分布：4-甲基吡唑可快速分布身体含水部分，体积比约0.6至1.02升/公斤。药用浓度介于8.2至24.6毫克 (100至300 微摩尔)每升。单次口服体重剂量7至50毫克/公斤，在1-2小时可达峰值，生物半衰期依赖于计量，未做测量。
代谢与排出：肝代谢生成4-羰基吡唑，（佔涉入劑量的80%-85%）其他代谢产物还包括4-羟甲基吡唑及N-葡萄糖醛酸共厄物。多剂量则会通过细胞色素P450混合功能氧化酶系统来代谢。
參與試驗的健康人士有1.0%到3.5％的剂量以原有形式經由尿液排出人體，代谢产物也以原有形式經由尿液排出人體。
4-甲基吡唑可通過血液透析的過程從血液中移除。在已需要進行血液透析的情況下，需要以每小時1毫克/公斤的速率持續輸注4-甲基吡唑，以維持其在體內的有效濃度，從而繼續抑制有毒代謝物產生。

## 其他用途
4-甲基吡唑除作医疗用途外，也被用于錯合物（配位化學）的研究。

## 外部連結
- Antizol
- Antizol Product Monograph
- Advanced Consumer Drug Information（页面存档备份，存于）